# Faro di Capo Santa Maria di Leuca
Il faro di Santa Maria di Leuca è un faro attivo situato all'estremità di Santa Maria di Leuca, nei pressi dell'omonimo Santuario.
Il faro di Santa Maria di Leuca è situato sulla Punta Meliso. Fu progettato dall'ingegner Achille Rossi su commissione del Genio civile, con macchina a luce fissa variata a splendori 30 cm in 30 secondi. Attivato per la prima volta il 6 settembre 1866, è alto 48,60 m dalla base e si trova a 102 m sul livello del mare. 

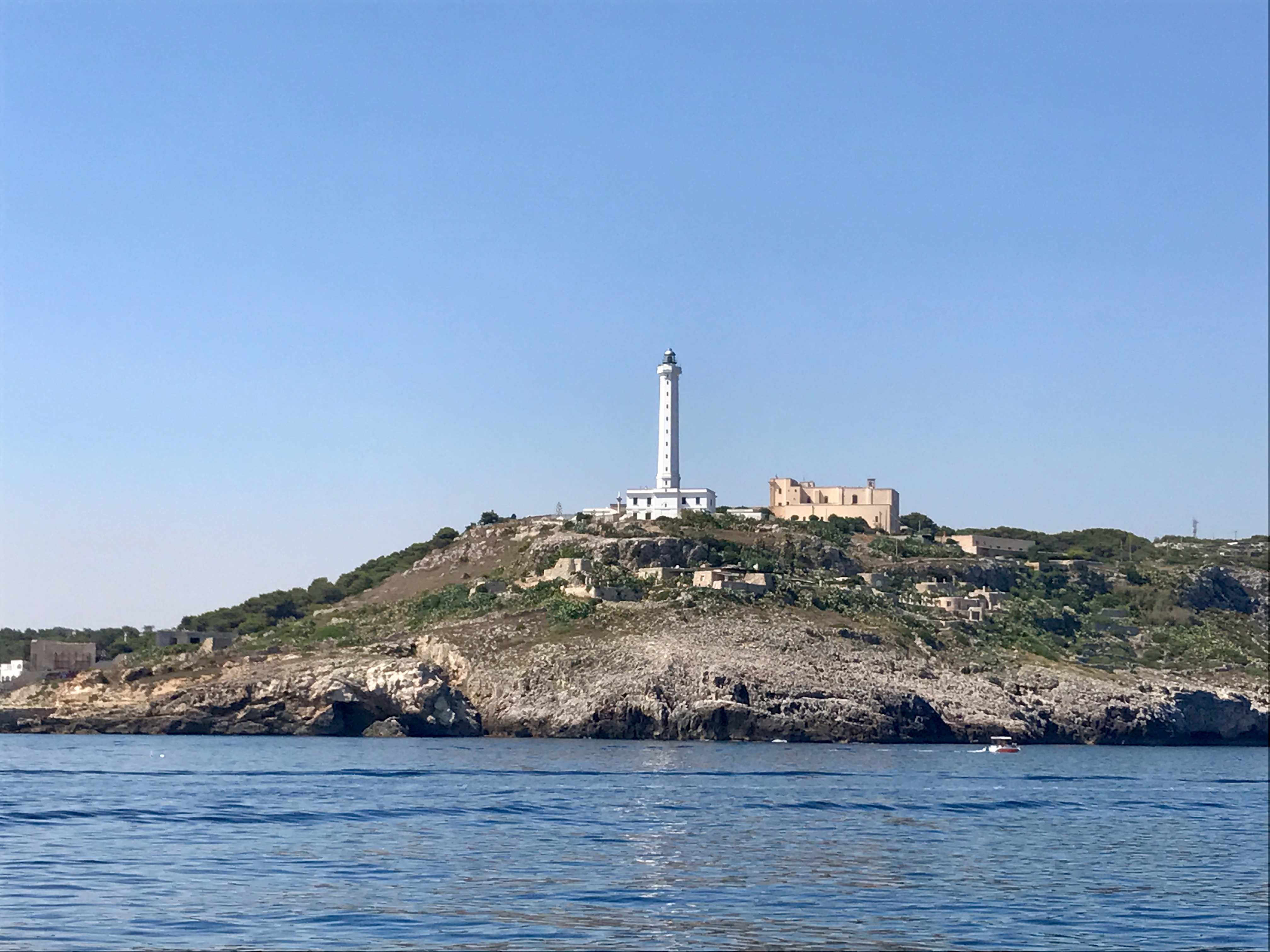
Il faro di Santa Maria di Leuca visto dal mare

Nel 1937 l'alimentazione del faro, che fino a quel momento era a petrolio, fu trasformata a energia elettrica. La lanterna originale venne costruita a Parigi e sostituita più volte (1941 e 1954) insieme all'apparato rotatorio. 
Il faro è gestito dal Servizio Fari della Marina Militare identificato con il codice numerico 3388 EF. Attualmente il guardiano del faro è Antonio Maggio, che iniziò il suo lavoro come il più giovane dei fanalisti. Precedentemente il faro era sotto la custodia di Francesco Ferrari, che ne fu il guardiano dal 1971 sino al 1996.

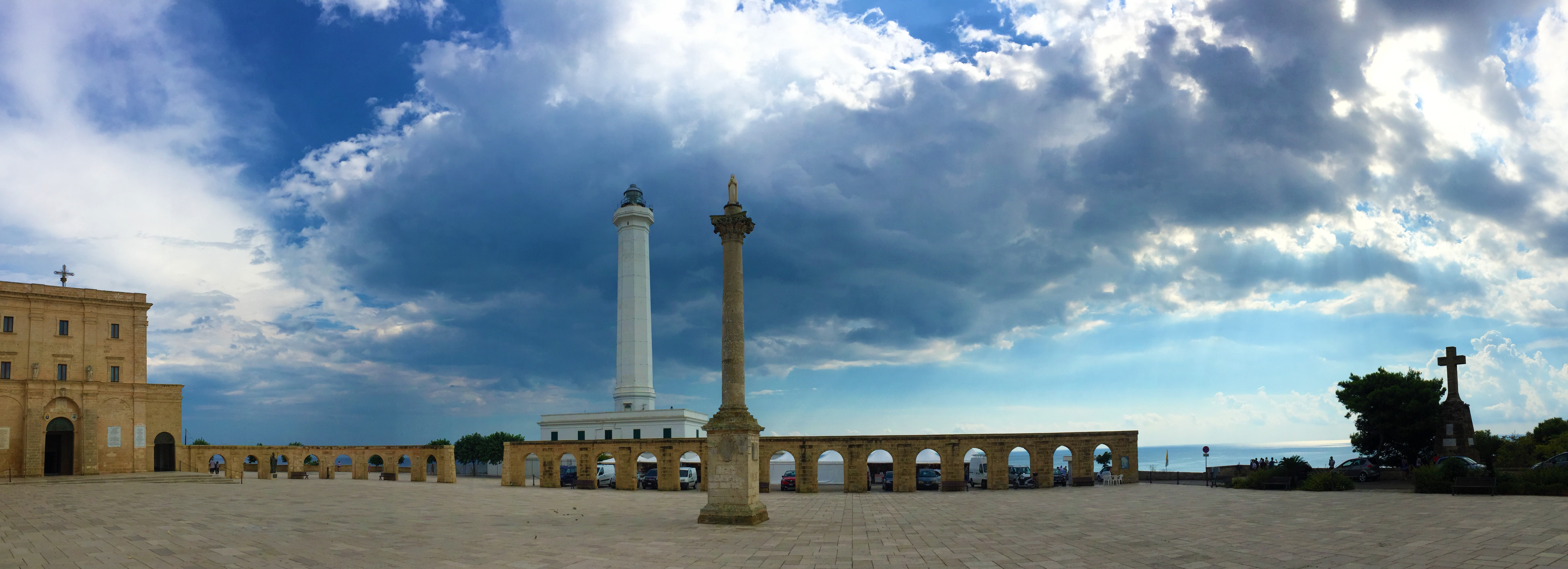
Il faro di Santa Maria di Leuca e la colonna corinzia

## Architettura
La struttura muraria portante è in muratura.
La lanterna ha un diametro di 3 metri ed emette tre fasci di luce che, in particolari condizioni meteorologiche, sono visibili a oltre 40 km. I tre lampi bianchi hanno in un periodo di 15 secondi visibili fino a 24 miglia nautiche (44 km) mentre una luce rossa occultante si accende ogni 4 secondi sopra la secca a est.
Con una scala a chiocciola di 254 gradini si può salire alla gabbia dell'apparato di proiezione.

## Riferimenti
1. ↑   Servizio dei Fari e del Segnalamento Marittimo, su marina.difesa.it.